# Antipapă

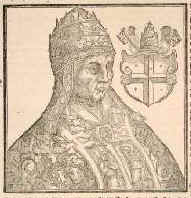
Antipapa Felix al V-lea, ultimul antipapă istoric.

Un antipapă este cineva care a pretins a fi papă ca urmare a unor alegeri papale, contestate de anumiți cardinali. Acești antipapi erau în opoziție cu candidatul ales în mod oficial de electorii papali (începând din Evul Mediu, purtând numele de Colegiul Cardinalilor). Unii dintre conducătorii unor mici biserici, care s-au autonumit în fruntea comunităților lor, sunt numiți de asemenea "antipapi."
Pe durata unor perioade tulburi în istoria Bisericii Romano-Catolice, au avut loc alegeri foarte controversate ale unor papi. Unele dintre aceste alegeri au fost considerate invalide, ori datorită faptului că o mare majoritate a electorilor papali au pretins că acele alegeri nu ar fi fost corecte, (ca în cazul lui Felix al V-lea), sau pentru că au fost declarate invalide mai târziu, (ca în cazul lui Clement al VII-lea). 
Primul antipapă, Hippolytus, a fost ales ca formă de protest împotriva Papei Callixtus I de către un grup schismatic din Roma în secolul al III-lea. Hippolytus a fost exilat în minele insulei Sardinia împreună cu cel care avea să-i succeadă lui Papei Callixtus I, Papa Ponțian. Hippolytus s-a reconciliat cu Biserica Romano-Catolică mai înainte ca să moară și a fost canonizat în cele din urmă.
Perioada în care s-a înregistrat cel mai mare număr de antipapi a fost aceea a luptelor  de supremație dintre Papi și Împărații Sfântului Imperiu Roman (germanici) în perioada dintre secolul al XI-lea și al XII-lea. Împărații germani sprijineau financiar deseori antipapii în schimbul susținerii religioase și politice a acestora din urmă. Papii, în schimb, acordau sprijin pretendenților rivali din Germania în încercarea de schimbare a politicii imperiale. Astfel, în secolul al XI-lea cearta investițională dintre papi și împărați a fost ascuțită de Decretul Papal de alegere al papilor dat de papa Nicolae al II-lea în 1059 și mai ales de Dictatul Papal din 1075, al papei Grigore al VII-lea, de supremație papală față de puterile laice deci și față de împărați. Prin aceste două documente emise, papalitatea contesta dreptul sau dorința împăraților (germanici) de a se amesteca în alegerea și numirea unui papă sau a marilor ierarhi ai bisericii catolice.
La sfârșitul secolului al XIV-lea și începutul celui de al XV-lea, au fost aleși mai mulți papi rivali (contrapapi), doar una dintre linii fiind recunoscută oficial de biserica romano-catolică. Scandalurile alegerilor multiple a fost încă unul dintre motivele pentru a cere reformarea bisericii la sfârșitul secolului al XVI-lea. (Vezi Reforma protestantă, Schisma occidentală și Antipapa Benedict al XIII-lea).
În perioadele în care au existat doi (sau chiar trei) papi, nu era foarte clar cine a fost antipapa și cine a fost papa, iar o categorisire făcută în zilele noastre poate fi diferită de vederile contemporanilor celor doi candidați. Suporterii acestor candidați puteau să-i sprijine cu bună credință fără să știe cine-i papa și cine-i antipapa, lăsând cursul evenimentelor să decidă de partea cui este dreptatea.
Nu a existat un antipapă după anul 1449 (dacă nu se pun la socoteală papii sedevacantiști - vezi mai jos). Alte schisme, așa cum au fost Biserica Anglicană, Biserica Veche Catolică și Asociația Catolică Patriotică Chineză, au început să respingă dogma primordială a papalității.
În zilele noastre, actul proclamării unui antipapă este considerat schismatic de biserica romano-catolică, iar pedeapsa imediată pentru această faptă este excomunicarea antipapei.

## Lista antipapilor
1. Sfântul Hippolytus (reconciliat cu Papa Sfântul Pontian, mort ca martir al bisericii), 217–235
2. Novatian, 251–258
3. Felix al II-lea  (confundat cu un martir care a purtat același nume, considerat papă până de curând), 355–365
4. Ursicinus (Ursinus), 366–367
5. Eulalius, 418–419
6. Laurentius, 498–499, 501–506
7. Dioscorus  (mort la 22 de zile după alegere), 530
8. Theodor al II-lea (oponent al Antipapei Pascal și al Papei Sergius I), 687÷692
9. Pascal I (oponent al Antipapei Theodor și al Papei Sergius I), 687÷692
10. Theofilact, 757
11. Constantin al II-lea, 767–768
12. Filip (l-a înlocuit pe Antipapa Constantin al II-lea pentru o zi, după care s-a reîntors la mânăstirea sa), 768
13. Ioan al VIII-al, 844
14. Anastasius III Bibliothecarius, 855
15. Cristofer, 903–904
16. Bonifaciu al VII-lea, 974, 984–985
17. Ioan Filagatto (Ioan al XVI-lea), 997–998
18. Gregorie al VI-lea, 1012
19. Silvestru al III-lea, 1045
20. Ioan Mincius (Benedict al X-lea), 1058–1059
21. Pietro Cadalus (Honorius al II-lea), 1061–1064
22. Guibert de Ravenna (Clement al III-lea), 1080 & 1084–1100
23. Teodoric, 1100–1101
24. Adalbert, 1101
25. Maginulf (Silvestru al IV-lea), 1105–1111
26. Maurice Burdanus (Gregorie al VIII-lea), 1118–1121
27. Tebaldus Buccapecuc (Celestine al II-lea) (recunoscut ca legitim, a îndrăznit să se opună Papei Honorius al II-lea, din acel moment a fost considerat Antipapă), 1124
28. Pietro Pierleoni (Anacletus al II-lea), 1130–1138
29. Gregorio Conti (primul Victor al IV-lea), 1138
30. Ottavio di Montecelio (al doilea Victor al IV-lea), 1159–1164
31. Guido di Crema (Pascal al III-lea), 1164–1168
32. Giovanni of Struma (Callixtus al III-lea), 1168–1178
33. Lanzo of Sezza (Innocent al III-lea), 1179–1180
34. Pietro Rainalducci (Nicolaus al V-lea), Antipapă în Roma, 1328–1330
35. Robert de Geneva (Clement al VII-lea), Antipapă al liniei Avignon, 20 septembrie 1378 – 16 septembrie 1394
36. Pedro de Luna (Benedict al XIII-lea), Antipapă al liniei Avignon, 1394–1423
37. Pietro Filarghi Alexandru al V-lea, Antipapă al liniei Pisa, 1409–1410
38. Baldassare Cosa Ioan al XXIII-lea, Antipapă al liniei Pisa , 1410–1415
39. Gil Sánchez Muñoz (Clement al VIII-lea), ''Antipapă al liniei Avignon, 1423–1429
40. Bernard Garnier (primul Benedict al XIV-lea), Antipapă al liniei Avignon, 1425–c. 1429
41. Jean Carrier (al doilea Benedict al XIV-lea), Antipapă al liniei Avignon, 1430–1437?
42. Ducele Amadeus al VIII-lea de Savoia (Felix al V-lea), 5 noiembrie 1439 – 7 aprilie 1449

## Antipapii sedevacantiști
Unii catolici schismatici din zilele noastre, numiți sedevacantiști, pretind că papii aflați la Roma sunt eretici datorită diverselor reforme pe care sedevacantiștii le văd ca inovații nelegitime în practicile sfinte al Bisericii Romano-Catolice. Astfel de reforme au fost adoptate în timpul pontificatului Papei Ioan al XXIII-lea și al pontificatului Papei Paul al VI-lea, printre acestea aflându-se și aspecte ale celui de-Al Doilea Conciliu de la Vatican. Printre cele mai criticate reforme se află înlocuirea Mesei latine tridentine cu Novus Ordo Missae. Mulți sedevacantiști obiectează împotriva celebrării mesei în limba națională, în ciuda faptului că au existat dispoziții cu privire la celebrarea mesei în limba localnicilor mai înainte de pontificatul lui Ioan al XXIII-lea. Cum opinia multor teologi catolici este aceea că un papă eretic va înceta să mai fie catolic și prin aceasta va înceta să mai fie Papă, sedevacantiștii consideră că actualii Episcopi ai Romei nu sunt de fapt papi. Unele grupări sedevacantiste au proprii lor candidați care să-l înlocuiască pe cel considerat eretic. Acești candidați sunt numiți uneori antipapi, deși ar trebui notat că, în contrast cu antipapii istorici, numărul susținătorilor este neînsemnat. Unii dintre acești antipapi și-au dezvoltat propria lor infrastructură religioasă, pentru că papii oficiali nu vor să o cedeze lor puterea. În acest fel, contestatarii sunt antipapi ai Bisericii Universale și papi ai sectelor lor. Există un mare număr de antipapi autoproclamați cu numele de Petru al II-lea, datorită semnificației deosebite a acestui nume. Vezi și Antipapa Petru al II-lea.

### Antipapii sedevacantiști ai secolelor al XX-lea și al XXI-lea

#### Biserica Catolică Palmariană
- Clemente Domínguez y Gómez (Gregorie al XVII-lea), autoproclamat între 1978–2005 în Spania, papă a Bisericii Catolice Palmariene.
- Manuel Alonso Corral (Petru al II-lea) i-a succedat lui Gregorie al XVII-lea ca papă al Bisericii Catolice Palmariene începând cu anul 2005.

#### Biserica Reformată a lui Hristos/Apostolii Iubirii Infinite
- Michel-Auguste-Marie Collin (Clement al XV-lea) autoproclamat în 1963 în Clémery, Franța (activând mai apoi în St. Jovite, Canada), papă a "Bisericii Reformate a lui Hristos" .
- Jean-Gaston Tremblay (Gregorie al XVII-lea), succesorul lui Clement al XV-lea din 1968 în Canada. Nu trebuie confundat cu politicianul canadian Gaston Tremblay

#### Mișcărileconclaviste
- David Bawden (Mihail I), autoproclamat în 1990 în Kansas, Statele Unite ale Americii.
- Victor von Pentz (Linus al II-lea), fie autoproclamat în 1994 în Hertfordshire, Anglia, fie ales de câțiva sedevacantiști în Assisi, (chestiune discutabilă).
- Lucian Pulvermacher (Pius al XIII-lea), autoproclamat în 1998 în Montana, Statele Unite ale Americii, papă a așa-numitei "Adevărate Biserici Catolice".

#### Biserica Tridentină de Rit Latin/Congregația Neprihănitei Fecioare Maria
- Francis Konrad Schuckardt (Hadrian al VII-lea), autoproclamat în 1984 în Washington, Statele Unite ale Americii.

#### Independenți și antipapi ai altor grupuri
- Gino Frediani (Emmanuel), autoproclamat în 1973–1984 în Italia, papă a "Noii Biserici a Sfintei Inimi a lui Isus".
- Maurice Archieri (Petru al II-lea) de Le Perreux, autoproclamat în 1995 în Franța.
- Julius Tischler (Petru al II-lea) al Germaniei.
- Pierre Henri Bubois (Petru al II-lea) de Bruxelles, Belgia.
- Chester Olszewski (Petru al II-lea), autoproclamat în 1980 în Pennsylvania, Statele Unite ale Americii.
- William Kamm (Petru al II-lea) al Australiei.

Bibliografie: „ HOLLE-Istorie universală”, (Uwe K. Paschke)